# Tour de Californie 2013
La 8e édition du Tour de Californie (ou Amgen Tour of California) s'est déroulée du 12 au 19 mai 2013. Cette épreuve est classée 2.HC dans l'UCI America Tour 2013. La course est remportée par le coureur Américain Tejay van Garderen (BMC Racing), devant l'Australien Michael Rogers (Saxo-Tinkoff) et le Colombien Janier Acevedo (Jamis-Hagens Berman).

## Présentation

### Parcours
Après une étape vallonnée autour d'Escondido, au nord de San Diego, une arrivée en haut d'une côte est programmée, à Greater Palm Springs. S'ensuivront trois étapes de plaines puis un contre-la-montre de près de 32 km, dont les trois derniers kilomètres sont en montée, fera vraisemblablement les premiers gros écarts entre les favoris. Viendra ensuite l'étape-reine : la 7e étape se terminera au sommet du Mont Diablo. Enfin, la course se conclura par une étape de plaine,.

### Équipes
Classé en catégorie 2.HC de l'UCI America Tour, le Tour de Californie est par conséquent ouvert aux UCI ProTeams dans la limite de 50 % des équipes participantes, aux équipes continentales professionnelles, aux équipes continentales et à des équipes nationales. L'organisateur a communiqué la liste des équipes invitées le 8 mars 2013. 16 équipes participent à ce Tour de Californie - 8 ProTeams, 3 équipes continentales professionnelles et 5 équipes continentales :
| Nom de l'équipe         | Pays       | Code |
| ----------------------- | ---------- | ---- |
| BMC Racing              | États-Unis | BMC  |
| Cannondale              | Italie     | CAN  |
| Garmin-Sharp            | États-Unis | GRS  |
| Omega Pharma-Quick Step | Belgique   | OPQ  |
| Orica-GreenEDGE         | Australie  | OGE  |
| RadioShack-Leopard      | Luxembourg | RLT  |
| Saxo-Tinkoff            | Danemark   | TST  |
| Vacansoleil-DCM         | Pays-Bas   | VCD  |

| Nom de l'équipe  | Pays       | Code |
| ---------------- | ---------- | ---- |
| Champion System  | Chine      | CSS  |
| NetApp-Endura    | Allemagne  | TNE  |
| UnitedHealthcare | États-Unis | UHC  |

| Nom de l'équipe                | Pays       | Code |
| ------------------------------ | ---------- | ---- |
| 5 Hour Energy                  | États-Unis | 5HR  |
| Bissell                        | États-Unis | BPC  |
| Bontrager                      | États-Unis | BCT  |
| Optum-Kelly Benefit Strategies | États-Unis | OPM  |
| Jamis-Hagens Berman            | États-Unis | JSH  |

## Étapes
| Étape     | Date   | Villes étapes                   |  | Distance (km) | Vainqueur d’étape  | Leader du classement général |
| --------- | ------ | ------------------------------- |  | ------------- | ------------------ | ---------------------------- |
| 1re étape | 12 mai | Escondido - Escondido           |  | 165,2         | Lieuwe Westra      | Lieuwe Westra                |
| 2e étape  | 13 mai | Murrieta - Greater Palm Springs |  | 199,7         | Janier Acevedo     | Janier Acevedo               |
| 3e étape  | 14 mai | Palmdale - Santa Clarita        |  | 177,5         | Peter Sagan        | Janier Acevedo               |
| 4e étape  | 15 mai | Santa Clarita - Santa Barbara   |  | 134,6         | Tyler Farrar       | Janier Acevedo               |
| 5e étape  | 16 mai | Santa Barbara - Avila Beach     |  | 185,7         | Jens Voigt         | Tejay van Garderen           |
| 6e étape  | 17 mai | San José - San José             |  | 31,6          | Tejay van Garderen | Tejay van Garderen           |
| 7e étape  | 18 mai | Livermore - Mont Diablo         |  | 147,4         | Leopold König      | Tejay van Garderen           |
| 8e étape  | 19 mai | San Francisco - Santa Rosa      |  | 131,4         | Peter Sagan        | Tejay van Garderen           |

## Récit de la course

### 1reétape
|    | Coureur           | Équipe                         |    | Temps           |
| -- | ----------------- | ------------------------------ | -- | --------------- |
| 1  | Lieuwe Westra     | Vacansoleil-DCM                | en | 4 h 31 min 33 s |
| 2  | Francisco Mancebo | 5 Hour Energy                  | +  | 0 s             |
| 3  | Peter Sagan       | Cannondale                     |    | 6 s             |
| 4  | Gianni Meersman   | Omega Pharma-Quick Step        |    | 6 s             |
| 5  | Jasper Stuyven    | Bontrager                      |    | 6 s             |
| 6  | Jacob Rathe       | Garmin-Sharp                   |    | 6 s             |
| 7  | Alex Candelario   | Optum-Kelly Benefit Strategies |    | 6 s             |
| 8  | Mitchell Docker   | Orica-GreenEDGE                |    | 6 s             |
| 9  | Jeremy Vennell    | Bissell                        |    | 6 s             |
| 10 | Tanner Putt       | Bontrager                      |    | 6 s             |

|    | Coureur           | Équipe                         |    | Temps           |
| -- | ----------------- | ------------------------------ | -- | --------------- |
| 1  | Lieuwe Westra     | Vacansoleil-DCM                | en | 4 h 31 min 23 s |
| 2  | Francisco Mancebo | 5 Hour Energy                  | +  | 4 s             |
| 3  | Peter Sagan       | Cannondale                     |    | 12 s            |
| 4  | Carter Jones      | Bissell                        |    | 13 s            |
| 5  | James Stemper     | 5 Hour Energy                  |    | 14 s            |
| 6  | Gianni Meersman   | Omega Pharma-Quick Step        |    | 16 s            |
| 7  | Jasper Stuyven    | Bontrager                      |    | 16 s            |
| 8  | Jacob Rathe       | Garmin-Sharp                   |    | 16 s            |
| 9  | Alex Candelario   | Optum-Kelly Benefit Strategies |    | 16 s            |
| 10 | Mitchell Docker   | Orica-GreenEDGE                |    | 16 s            |

### 2eétape
|    | Coureur            | Équipe                         |    | Temps           |
| -- | ------------------ | ------------------------------ | -- | --------------- |
| 1  | Janier Acevedo     | Jamis-Hagens Berman            | en | 5 h 07 min 40 s |
| 2  | Tejay van Garderen | BMC Racing                     | +  | 12 s            |
| 3  | Philip Deignan     | UnitedHealthcare               |    | 27 s            |
| 4  | Mathias Frank      | BMC Racing                     |    | 45 s            |
| 5  | Michael Rogers     | Saxo-Tinkoff                   |    | 55 s            |
| 6  | Chad Haga          | Optum-Kelly Benefit Strategies |    | 1 min 13 s      |
| 7  | Matthew Busche     | RadioShack-Leopard             |    | 1 min 15 s      |
| 8  | Francisco Mancebo  | 5 Hour Energy                  |    | 1 min 15 s      |
| 9  | Lawson Craddock    | Bontrager                      |    | 1 min 32 s      |
| 10 | Cameron Meyer      | Orica-GreenEDGE                |    | 1 min 40 s      |

|    | Coureur            | Équipe                         |    | Temps           |
| -- | ------------------ | ------------------------------ | -- | --------------- |
| 1  | Janier Acevedo     | Jamis-Hagens Berman            | en | 9 h 39 min 19 s |
| 2  | Tejay van Garderen | BMC Racing                     | +  | 12 s            |
| 3  | Philip Deignan     | UnitedHealthcare               |    | 27 s            |
| 4  | Mathias Frank      | BMC Racing                     |    | 45 s            |
| 5  | Michael Rogers     | Saxo-Tinkoff                   |    | 55 s            |
| 6  | Francisco Mancebo  | 5 Hour Energy                  |    | 1 min 03 s      |
| 7  | Chad Haga          | Optum-Kelly Benefit Strategies |    | 1 min 13 s      |
| 8  | Matthew Busche     | RadioShack-Leopard             |    | 1 min 15 s      |
| 9  | Lawson Craddock    | Bontrager                      |    | 1 min 32 s      |
| 10 | Cameron Meyer      | Orica-GreenEDGE                |    | 1 min 40 s      |

### 3eétape
|    | Coureur          | Équipe                         |    | Temps           |
| -- | ---------------- | ------------------------------ | -- | --------------- |
| 1  | Peter Sagan      | Cannondale                     | en | 4 h 20 min 31 s |
| 2  | Michael Matthews | Orica-GreenEDGE                | +  | m.t             |
| 3  | Tyler Farrar     | Garmin-Sharp                   |    | m.t             |
| 4  | Gianni Meersman  | Omega Pharma-Quick Step        |    | m.t             |
| 5  | Boy van Poppel   | Vacansoleil-DCM                |    | m.t             |
| 6  | Thor Hushovd     | BMC Racing                     |    | m.t             |
| 7  | Alex Candelario  | Optum-Kelly Benefit Strategies |    | m.t             |
| 8  | Sylvain Chavanel | Omega Pharma-Quick Step        |    | m.t             |
| 9  | Zakkari Dempster | NetApp-Endura                  |    | m.t             |
| 10 | Michael Mørkøv   | Saxo-Tinkoff                   |    | m.t             |

|    | Coureur            | Équipe                         |    | Temps            |
| -- | ------------------ | ------------------------------ | -- | ---------------- |
| 1  | Janier Acevedo     | Jamis-Hagens Berman            | en | 13 h 59 min 50 s |
| 2  | Tejay van Garderen | BMC Racing                     | +  | 12 s             |
| 3  | Philip Deignan     | UnitedHealthcare               |    | 27 s             |
| 4  | Mathias Frank      | BMC Racing                     |    | 45 s             |
| 5  | Michael Rogers     | Saxo-Tinkoff                   |    | 55 s             |
| 6  | Francisco Mancebo  | 5 Hour Energy                  |    | 1 min 03 s       |
| 7  | Chad Haga          | Optum-Kelly Benefit Strategies |    | 1 min 13 s       |
| 8  | Matthew Busche     | RadioShack-Leopard             |    | 1 min 15 s       |
| 9  | Lawson Craddock    | Bontrager                      |    | 1 min 32 s       |
| 10 | Cameron Meyer      | Orica-GreenEDGE                |    | 1 min 40 s       |

### 4eétape
|    | Coureur          | Équipe                         |    | Temps           |
| -- | ---------------- | ------------------------------ | -- | --------------- |
| 1  | Tyler Farrar     | Garmin-Sharp                   | en | 3 h 14 min 09 s |
| 2  | Ken Hanson       | Optum-Kelly Benefit Strategies | +  | m.t             |
| 3  | Gianni Meersman  | Omega Pharma-Quick Step        |    | m.t             |
| 4  | Kris Boeckmans   | Vacansoleil-DCM                |    | m.t             |
| 5  | Peter Sagan      | Cannondale                     |    | m.t             |
| 6  | Michael Matthews | Orica-GreenEDGE                |    | m.t             |
| 7  | Thor Hushovd     | BMC Racing                     |    | m.t             |
| 8  | Sylvain Chavanel | Omega Pharma-Quick Step        |    | m.t             |
| 9  | Jeremy Vennell   | Bissell                        |    | m.t             |
| 10 | Jasper Stuyven   | Bontrager                      |    | m.t             |

|    | Coureur            | Équipe                         |    | Temps            |
| -- | ------------------ | ------------------------------ | -- | ---------------- |
| 1  | Janier Acevedo     | Jamis-Hagens Berman            | en | 13 h 59 min 50 s |
| 2  | Tejay van Garderen | BMC Racing                     | +  | 12 s             |
| 3  | Philip Deignan     | UnitedHealthcare               |    | 27 s             |
| 4  | Mathias Frank      | BMC Racing                     |    | 45 s             |
| 5  | Michael Rogers     | Saxo-Tinkoff                   |    | 55 s             |
| 6  | Francisco Mancebo  | 5 Hour Energy                  |    | 1 min 03 s       |
| 7  | Chad Haga          | Optum-Kelly Benefit Strategies |    | 1 min 13 s       |
| 8  | Matthew Busche     | RadioShack-Leopard             |    | 1 min 15 s       |
| 9  | Lawson Craddock    | Bontrager                      |    | 1 min 32 s       |
| 10 | Cameron Meyer      | Orica-GreenEDGE                |    | 1 min 40 s       |

### 5eétape
|    | Coureur            | Équipe                         |    | Temps           |
| -- | ------------------ | ------------------------------ | -- | --------------- |
| 1  | Jens Voigt         | RadioShack-Leopard             | en | 4 h 41 min 16 s |
| 2  | Tyler Farrar       | Garmin-Sharp                   | +  | 6 s             |
| 3  | Thor Hushovd       | BMC Racing                     |    | 6 s             |
| 4  | Peter Sagan        | Cannondale                     |    | 6 s             |
| 5  | Michael Matthews   | Orica-GreenEDGE                |    | 6 s             |
| 6  | Jay McCarthy       | Saxo-Tinkoff                   |    | 6 s             |
| 7  | Alex Candelario    | Optum-Kelly Benefit Strategies |    | 6 s             |
| 8  | Michael Rogers     | Saxo-Tinkoff                   |    | 6 s             |
| 9  | Markel Irizar      | RadioShack-Leopard             |    | 6 s             |
| 10 | Tejay van Garderen | BMC Racing                     |    | 6 s             |

|    | Coureur            | Équipe                         |    | Temps            |
| -- | ------------------ | ------------------------------ | -- | ---------------- |
| 1  | Tejay van Garderen | BMC Racing                     | en | 21 h 55 min 32 s |
| 2  | Michael Rogers     | Saxo-Tinkoff                   | +  | 42 s             |
| 3  | Janier Acevedo     | Jamis-Hagens Berman            |    | 50 s             |
| 4  | Matthew Busche     | RadioShack-Leopard             |    | 1 min 04 s       |
| 5  | Philip Deignan     | UnitedHealthcare               |    | 1 min 17 s       |
| 6  | Cameron Meyer      | Orica-GreenEDGE                |    | 1 min 29 s       |
| 7  | Mathias Frank      | BMC Racing                     |    | 1 min 35 s       |
| 8  | Francisco Mancebo  | 5 Hour Energy                  |    | 1 min 53 s       |
| 9  | Chad Haga          | Optum-Kelly Benefit Strategies |    | 2 min 03 s       |
| 10 | Lawson Craddock    | Bontrager                      |    | 2 min 22 s       |

### 6eétape
|    | Coureur            | Équipe                  |    | Temps       |
| -- | ------------------ | ----------------------- | -- | ----------- |
| 1  | Tejay van Garderen | BMC Racing              | en | 48 min 52 s |
| 2  | Lieuwe Westra      | Vacansoleil-DCM         | +  | 23 s        |
| 3  | Rohan Dennis       | Garmin-Sharp            |    | 28 s        |
| 4  | Michael Rogers     | Saxo-Tinkoff            |    | 1 min 05 s  |
| 5  | Marco Pinotti      | BMC Racing              |    | 1 min 08 s  |
| 6  | Cameron Meyer      | Orica-GreenEDGE         |    | 1 min 28 s  |
| 7  | Bob Jungels        | RadioShack-Leopard      |    | 1 min 29 s  |
| 8  | Leopold König      | NetApp-Endura           |    | 1 min 43 s  |
| 9  | Mathias Frank      | BMC Racing              |    | 1 min 46 s  |
| 10 | Sylvain Chavanel   | Omega Pharma-Quick Step |    | 1 min 48 s  |

|    | Coureur            | Équipe                         |    | Temps            |
| -- | ------------------ | ------------------------------ | -- | ---------------- |
| 1  | Tejay van Garderen | BMC Racing                     | en | 22 h 44 min 24 s |
| 2  | Michael Rogers     | Saxo-Tinkoff                   | +  | 1 min 47 s       |
| 3  | Cameron Meyer      | Orica-GreenEDGE                |    | 2 min 57 s       |
| 4  | Mathias Frank      | BMC Racing                     |    | 3 min 21 s       |
| 5  | Janier Acevedo     | Jamis-Hagens Berman            |    | 3 min 31 s       |
| 6  | Matthew Busche     | RadioShack-Leopard             |    | 3 min 33 s       |
| 7  | Francisco Mancebo  | 5 Hour Energy                  |    | 4 min 26 s       |
| 8  | Philip Deignan     | UnitedHealthcare               |    | 4 min 52 s       |
| 9  | Chad Haga          | Optum-Kelly Benefit Strategies |    | 5 min 02 s       |
| 10 | Lawson Craddock    | Bontrager                      |    | 5 min 04 s       |

### 7eétape
|    | Coureur            | Équipe              |    | Temps           |
| -- | ------------------ | ------------------- | -- | --------------- |
| 1  | Leopold König      | NetApp-Endura       | en | 3 h 54 min 18 s |
| 2  | Janier Acevedo     | Jamis-Hagens Berman | +  | 7 s             |
| 3  | Tejay van Garderen | BMC Racing          |    | 12 s            |
| 4  | Michael Rogers     | Saxo-Tinkoff        |    | 12 s            |
| 5  | Mathias Frank      | BMC Racing          |    | 23 s            |
| 6  | Matthew Busche     | RadioShack-Leopard  |    | 29 s            |
| 7  | Lawson Craddock    | Bontrager           |    | 32 s            |
| 8  | Francisco Mancebo  | 5 Hour Energy       |    | 38 s            |
| 9  | José Mendes        | NetApp-Endura       |    | 44 s            |
| 10 | Marc de Maar       | UnitedHealthcare    |    | 44 s            |

|    | Coureur            | Équipe                         |    | Temps            |
| -- | ------------------ | ------------------------------ | -- | ---------------- |
| 1  | Tejay van Garderen | BMC Racing                     | en | 26 h 38 min 53 s |
| 2  | Michael Rogers     | Saxo-Tinkoff                   | +  | 1 min 47 s       |
| 3  | Janier Acevedo     | Jamis-Hagens Berman            |    | 3 min 26 s       |
| 4  | Mathias Frank      | BMC Racing                     |    | 3 min 32 s       |
| 5  | Cameron Meyer      | Orica-GreenEDGE                |    | 3 min 33 s       |
| 6  | Matthew Busche     | RadioShack-Leopard             |    | 3 min 50 s       |
| 7  | Francisco Mancebo  | 5 Hour Energy                  |    | 4 min 52 s       |
| 8  | Lawson Craddock    | Bontrager                      |    | 5 min 24 s       |
| 9  | Philip Deignan     | UnitedHealthcare               |    | 5 min 33 s       |
| 10 | Chad Haga          | Optum-Kelly Benefit Strategies |    | 5 min 52 s       |

### 8eétape
|    | Coureur           | Équipe                         |    | Temps           |
| -- | ----------------- | ------------------------------ | -- | --------------- |
| 1  | Peter Sagan       | Cannondale                     | en | 3 h 04 min 07 s |
| 2  | Daniel Schorn     | NetApp-Endura                  |    | m.t             |
| 3  | Tyler Farrar      | Garmin-Sharp                   |    | m.t             |
| 4  | Gianni Meersman   | Omega Pharma-Quick Step        |    | m.t             |
| 5  | Ken Hanson        | Optum-Kelly Benefit Strategies |    | m.t             |
| 6  | Thor Hushovd      | BMC Racing                     |    | m.t             |
| 7  | Michael Matthews  | Orica-GreenEDGE                |    | m.t             |
| 8  | Jake Keough       | UnitedHealthcare               |    | m.t             |
| 9  | Sylvain Chavanel  | Omega Pharma-Quick Step        |    | m.t             |
| 10 | Matthew Brammeier | Champion System                |    | m.t             |

|    | Coureur            | Équipe                         |    | Temps            |
| -- | ------------------ | ------------------------------ | -- | ---------------- |
| 1  | Tejay van Garderen | BMC Racing                     | en | 29 h 43 min 00 s |
| 2  | Michael Rogers     | Saxo-Tinkoff                   | +  | 1 min 47 s       |
| 3  | Janier Acevedo     | Jamis-Hagens Berman            |    | 3 min 26 s       |
| 4  | Mathias Frank      | BMC Racing                     |    | 3 min 32 s       |
| 5  | Cameron Meyer      | Orica-GreenEDGE                |    | 3 min 33 s       |
| 6  | Matthew Busche     | RadioShack-Leopard             |    | 3 min 50 s       |
| 7  | Francisco Mancebo  | 5 Hour Energy                  |    | 4 min 52 s       |
| 8  | Lawson Craddock    | Bontrager                      |    | 5 min 24 s       |
| 9  | Philip Deignan     | UnitedHealthcare               |    | 5 min 33 s       |
| 10 | Chad Haga          | Optum-Kelly Benefit Strategies |    | 5 min 52 s       |

## Classements finals

### Classement général
|    | Cycliste           | Pays       | Équipe                         |    | Temps            |
| -- | ------------------ | ---------- | ------------------------------ | -- | ---------------- |
| 1  | Tejay van Garderen | États-Unis | BMC Racing                     | en | 29 h 43 min 00 s |
| 2  | Michael Rogers     | Australie  | Saxo-Tinkoff                   | +  | 1 min 47 s       |
| 3  | Janier Acevedo     | Colombie   | Jamis-Hagens Berman            |    | 3 min 26 s       |
| 4  | Mathias Frank      | Suisse     | BMC Racing                     |    | 3 min 32 s       |
| 5  | Cameron Meyer      | Australie  | Orica-GreenEDGE                |    | 3 min 33 s       |
| 6  | Matthew Busche     | États-Unis | RadioShack-Leopard             |    | 3 min 50 s       |
| 7  | Francisco Mancebo  | Espagne    | 5 Hour Energy                  |    | 4 min 52 s       |
| 8  | Lawson Craddock    | États-Unis | Bontrager                      |    | 5 min 24 s       |
| 9  | Philip Deignan     | Irlande    | UnitedHealthcare               |    | 5 min 33 s       |
| 10 | Chad Haga          | États-Unis | Optum-Kelly Benefit Strategies |    | 5 min 52 s       |

### Classements annexes
|   | Cycliste        | Équipe                  | Points |
| - | --------------- | ----------------------- | ------ |
| 1 | Peter Sagan     | Cannondale              | 53     |
| 2 | Tyler Farrar    | Garmin-Sharp            | 47     |
| 3 | Gianni Meersman | Omega Pharma-Quick Step | 31     |

|   | Cycliste       | Équipe              | Points |
| - | -------------- | ------------------- | ------ |
| 1 | Carter Jones   | Bissell             | 47     |
| 2 | Janier Acevedo | Jamis-Hagens Berman | 20     |
| 3 | Andy Schleck   | RadioShack-Leopard  | 20     |

|   | Cycliste        | Équipe    |    | Temps            |
| - | --------------- | --------- | -- | ---------------- |
| 1 | Lawson Craddock | Bontrager | en | 29 h 48 min 24 s |
| 2 | Gavin Mannion   | Bontrager | +  | 15 min 26 s      |
| 3 | Tanner Putt     | Bontrager |    | 18 min 09 s      |

|   | Équipe             | Pays       |    | Temps            |
| - | ------------------ | ---------- | -- | ---------------- |
| 1 | BMC Racing         | États-Unis | en | 89 h 21 min 37 s |
| 2 | RadioShack-Leopard | Luxembourg | +  | 8 min 09 s       |
| 3 | UnitedHealthcare   | États-Unis |    | 12 min 02 s      |

## Évolution des classements
| Étape              | Vainqueur          | Classement général | Classement par points | Classement de la montagne | Classement du meilleur jeune | Classement par équipes | Courageux du jour |
| ------------------ | ------------------ | ------------------ | --------------------- | ------------------------- | ---------------------------- | ---------------------- | ----------------- |
| 1                  | Lieuwe Westra      | Lieuwe Westra      | Lieuwe Westra         | Carter Jones              | Jasper Stuyven               | 5 Hour Energy          | James Stemper     |
| 2                  | Janier Acevedo     | Janier Acevedo     | Lieuwe Westra         | Carter Jones              | Lawson Craddock              | UnitedHealthcare       | Sylvain Chavanel  |
| 3                  | Peter Sagan        | Janier Acevedo     | Lieuwe Westra         | Carter Jones              | Lawson Craddock              | UnitedHealthcare       | Chad Beyer        |
| 4                  | Tyler Farrar       | Janier Acevedo     | Peter Sagan           | Carter Jones              | Lawson Craddock              | UnitedHealthcare       | Nathan Brown      |
| 5                  | Jens Voigt         | Tejay van Garderen | Peter Sagan           | Carter Jones              | Lawson Craddock              | UnitedHealthcare       | Jens Voigt        |
| 6                  | Tejay van Garderen | Tejay van Garderen | Peter Sagan           | Carter Jones              | Lawson Craddock              | BMC Racing             | Michael Rogers    |
| 7                  | Leopold König      | Tejay van Garderen | Peter Sagan           | Carter Jones              | Lawson Craddock              | BMC Racing             | Lieuwe Westra     |
| 8                  | Peter Sagan        | Tejay van Garderen | Peter Sagan           | Carter Jones              | Lawson Craddock              | BMC Racing             | Jason McCartney   |
| Classements finals | Classements finals | Tejay van Garderen | Peter Sagan           | Carter Jones              | Lawson Craddock              | BMC Racing             | Non décerné       |

## Liste des participants
| Légende | Légende                                                                                                  | Légende | Légende                                                                                         |
| ------- | --- | ------- | ----------------------------------------------------------------------------------------------- |
| Num     | Dossard de départ porté par le coureur sur ce Tour de Californie                                         | Pos     | Position finale au classement général                                                           |
|         | Indique le vainqueur du classement général                                                               |         | Indique le vainqueur du classement de la montagne                                               |
|         | Indique le vainqueur du classement par points                                                            |         | Indique le vainqueur du classement du meilleur jeune                                            |
| #       | Indique la meilleure équipe                                                                              |         |                                                                                                 |
| NP      | Indique un coureur qui n'a pas pris le départ d'une étape, suivi du numéro de l'étape où il s'est retiré | AB      | Indique un coureur qui n'a pas terminé une étape, suivi du numéro de l'étape où il s'est retiré |
| HD      | Indique un coureur qui a terminé une étape hors des délais, suivi du numéro de l'étape                   | *       | Indique un coureur en lice pour le maillot blanc (coureurs nés après le 1er janvier 1988)       |

| RadioShack-Leopard RLT | RadioShack-Leopard RLT | RadioShack-Leopard RLT |
| ---------------------- | ---------------------- | ---------------------- |
| Num                    | Coureur                | Pos                    |
| 1                      | Jens Voigt (GER)       | 32e                    |
| 2                      | Matthew Busche (USA)   | 6e                     |
| 3                      | Laurent Didier (LUX)   | 16e                    |
| 4                      | Markel Irizar (ESP)    | 48e                    |
| 5                      | Bob Jungels (LUX)      | 33e                    |
| 6                      | Andy Schleck (LUX)     | 25e                    |
| 8                      | Haimar Zubeldia (ESP)  | 17e                    |

| Garmin-Sharp GRS | Garmin-Sharp GRS        | Garmin-Sharp GRS |
| ---------------- | ----------------------- | ---------------- |
| Num              | Coureur                 | Pos              |
| 11               | David Zabriskie (USA)   | NP-6             |
| 12               | Rohan Dennis (AUS)      | 39e              |
| 13               | Caleb Fairly (USA)      | 47e              |
| 14               | Tyler Farrar (USA)      | 68e              |
| 15               | Alex Howes (USA)        | 69e              |
| 16               | Lachlan Morton (AUS)    | 55e              |
| 17               | Jacob Rathe (USA)       | 34e              |
| 18               | Johan Vansummeren (BEL) | 109e             |

| Omega Pharma-Quick Step OPQ | Omega Pharma-Quick Step OPQ    | Omega Pharma-Quick Step OPQ |
| --------------------------- | ------------------------------ | --------------------------- |
| Num                         | Coureur                        | Pos                         |
| 21                          | Sylvain Chavanel (FRA)         | 37e                         |
| 22                          | Kevin De Weert (BEL)           | 58e                         |
| 23                          | Bert Grabsch (GER)             | AB-3                        |
| 24                          | Gianni Meersman (BEL)          | 28e                         |
| 25                          | Pieter Serry (BEL)             | NP-3                        |
| 26                          | Guillaume Van Keirsbulck (BEL) | 49e                         |
| 27                          | Stijn Vandenbergh (BEL)        | AB-1                        |
| 28                          | Carlos Verona (ESP)            | 80e                         |

| BMC Racing BMC # | BMC Racing BMC #         | BMC Racing BMC # |
| ---------------- | ------------------------ | ---------------- |
| Num              | Coureur                  | Pos              |
| 31               | Tejay van Garderen (USA) | 1er              |
| 32               | Brent Bookwalter (USA)   | 24e              |
| 33               | Mathias Frank (SUI)      | 4e               |
| 34               | Philippe Gilbert (BEL)   | NP-4             |
| 35               | Thor Hushovd (NOR)       | 90e              |
| 36               | Amaël Moinard (FRA)      | 23e              |
| 37               | Marco Pinotti (ITA)      | 41e              |
| 38               | Michael Schär (SUI)      | 29e              |

| Orica-GreenEDGE OGE | Orica-GreenEDGE OGE     | Orica-GreenEDGE OGE |
| ------------------- | ----------------------- | ------------------- |
| Num                 | Coureur                 | Pos                 |
| 41                  | Wesley Sulzberger (AUS) | 46e                 |
| 42                  | Fumiyuki Beppu (JPN)    | HD-1                |
| 43                  | Baden Cooke (AUS)       | 57e                 |
| 44                  | Mitchell Docker (AUS)   | 59e                 |
| 45                  | Michael Hepburn (AUS)   | HD-1                |
| 46                  | Michael Matthews (AUS)  | 67e                 |
| 47                  | Cameron Meyer (AUS)     | 5e                  |
| 48                  | Travis Meyer (AUS)      | 79e                 |

| Cannondale CAN | Cannondale CAN              | Cannondale CAN |
| -------------- | --------------------------- | -------------- |
| Num            | Coureur                     | Pos            |
| 51             | Peter Sagan (SVK)           | 56e            |
| 52             | Maciej Bodnar (POL)         | 84e            |
| 53             | Guillaume Boivin (CAN)      | 89e            |
| 54             | Mauro Da Dalto (ITA)        | NP-3           |
| 55             | Lucas Sebastián Haedo (ARG) | 81e            |
| 56             | Ted King (USA)              | 27e            |
| 57             | Kristjan Koren (SLO)        | 65e            |
| 58             | Brian Vandborg (DEN)        | 15e            |

| Saxo-Tinkoff TST | Saxo-Tinkoff TST           | Saxo-Tinkoff TST |
| ---------------- | -------------------------- | ---------------- |
| Num              | Coureur                    | Pos              |
| 61               | Michael Rogers (AUS)       | 2e               |
| 62               | Jonathan Cantwell (AUS)    | AB-5             |
| 63               | Timothy Duggan (USA)       | 91e              |
| 64               | Jonas Aaen Jørgensen (DEN) | 74e              |
| 65               | Jay McCarthy (AUS)         | 51e              |
| 66               | Michael Mørkøv (DEN)       | 61e              |
| 67               | Matteo Tosatto (ITA)       | 66e              |
| 68               | Oliver Zaugg (SUI)         | 38e              |

| Vacansoleil-DCM VCD | Vacansoleil-DCM VCD       | Vacansoleil-DCM VCD |
| ------------------- | ------------------------- | ------------------- |
| Num                 | Coureur                   | Pos                 |
| 71                  | Thomas De Gendt (BEL)     | 52e                 |
| 72                  | Kris Boeckmans (BEL)      | 107e                |
| 73                  | Juan Antonio Flecha (ESP) | 22e                 |
| 74                  | Wesley Kreder (NED)       | 108e                |
| 75                  | Bert-Jan Lindeman (NED)   | 86e                 |
| 76                  | Tomasz Marczyński (POL)   | AB-2                |
| 77                  | Boy van Poppel (NED)      | 71e                 |
| 78                  | Lieuwe Westra (NED)       | 20e                 |

| UnitedHealthcare UHC | UnitedHealthcare UHC    | UnitedHealthcare UHC |
| -------------------- | ----------------------- | -------------------- |
| Num                  | Coureur                 | Pos                  |
| 81                   | Marc de Maar (AHO)      | 12e                  |
| 82                   | Philip Deignan (IRL)    | 9e                   |
| 83                   | Lucas Euser (USA)       | 18e                  |
| 84                   | Aldo Ino Ilešič (SLO)   | 103e                 |
| 85                   | Christopher Jones (USA) | 72e                  |
| 86                   | Jake Keough (USA)       | 97e                  |
| 87                   | Jeff Louder (USA)       | 83e                  |
| 88                   | John Murphy (USA)       | 98e                  |

| Champion System CSS | Champion System CSS     | Champion System CSS |
| ------------------- | ----------------------- | ------------------- |
| Num                 | Coureur                 | Pos                 |
| 91                  | Chad Beyer (USA)        | 21e                 |
| 92                  | Matthew Brammeier (IRL) | 75e                 |
| 93                  | Chris Butler (USA)      | 44e                 |
| 94                  | Chun Kai Feng (TPE)     | HD-6                |
| 95                  | Gregor Gazvoda (SLO)    | 93e                 |
| 96                  | Ryan Roth (CAN)         | 62e                 |
| 97                  | Bobbie Traksel (NED)    | 110e                |
| 98                  | Wu Kin San (HKG)        | 100e                |

| NetApp-Endura TNE | NetApp-Endura TNE      | NetApp-Endura TNE |
| ----------------- | ---------------------- | ----------------- |
| Num               | Coureur                | Pos               |
| 101               | Leopold König (CZE)    | 11e               |
| 102               | Cesare Benedetti (ITA) | 101e              |
| 103               | David de la Cruz (ESP) | 13e               |
| 104               | Zakkari Dempster (AUS) | 88e               |
| 105               | Bartosz Huzarski (POL) | 19e               |
| 106               | José Mendes (POR)      | 35e               |
| 107               | Daniel Schorn (AUT)    | 77e               |
| 108               | Paul Voss (GER)        | 30e               |

| Bissell BPC | Bissell BPC                    | Bissell BPC |
| ----------- | ------------------------------ | ----------- |
| Num         | Coureur                        | Pos         |
| 111         | Chris Baldwin (USA)            | 36e         |
| 112         | Phillip Gaimon (USA)           | HD-3        |
| 113         | Carter Jones (USA)             | 60e         |
| 114         | Michael Torckler (NZL)         | 64e         |
| 115         | Jonathan Patrick McCarty (USA) | 102e        |
| 116         | Jason McCartney (USA)          | 76e         |
| 117         | Frank Pipp (USA)               | 96e         |
| 118         | Jeremy Vennell (NZL)           | 42e         |

| Optum-Kelly Benefit Strategies OPM | Optum-Kelly Benefit Strategies OPM | Optum-Kelly Benefit Strategies OPM |
| ---------------------------------- | ---------------------------------- | ---------------------------------- |
| Num                                | Coureur                            | Pos                                |
| 121                                | Chad Haga (USA)                    | 10e                                |
| 122                                | Jesse Anthony (USA)                | 92e                                |
| 123                                | Alex Candelario (USA)              | 45e                                |
| 124                                | Marsh Cooper (CAN)                 | 105e                               |
| 125                                | Ken Hanson (USA)                   | 78e                                |
| 126                                | Thomas Soladay (USA)               | 99e                                |
| 127                                | Tom Zirbel (USA)                   | AB-3                               |
| 128                                | Scott Zwizanski (USA)              | 87e                                |

| Jamis-Hagens Berman JSH | Jamis-Hagens Berman JSH  | Jamis-Hagens Berman JSH |
| ----------------------- | ------------------------ | ----------------------- |
| Num                     | Coureur                  | Pos                     |
| 131                     | Janier Acevedo (COL)     | 3e                      |
| 132                     | Jamey Driscoll (USA)     | 106e                    |
| 133                     | Juan José Haedo (ARG)    | AB-2                    |
| 134                     | Ben Jacques-Maynes (USA) | 70e                     |
| 135                     | Carson Miller (USA)      | 111e                    |
| 136                     | Guido Palma (ARG)        | AB-3                    |
| 137                     | Luis Amarán (CUB)        | 53e                     |
| 138                     | Tyler Wren (USA)         | 94e                     |

| Bontrager BCT | Bontrager BCT          | Bontrager BCT |
| ------------- | ---------------------- | ------------- |
| Num           | Coureur                | Pos           |
| 141           | Nathan Brown (USA)     | 54e           |
| 142           | Lawson Craddock (USA)  | 8e            |
| 143           | Antoine Duchesne (CAN) | 63e           |
| 144           | Ryan Eastman (USA)     | 82e           |
| 145           | Gavin Mannion (USA)    | 26e           |
| 146           | James Oram (NZL)       | 104e          |
| 147           | Tanner Putt (USA)      | 31e           |
| 148           | Jasper Stuyven (BEL)   | 40e           |

| 5 Hour Energy 5HR | 5 Hour Energy 5HR       | 5 Hour Energy 5HR |
| ----------------- | ----------------------- | ----------------- |
| Num               | Coureur                 | Pos               |
| 151               | Francisco Mancebo (ESP) | 7e                |
| 152               | Nathaniel English (USA) | 14e               |
| 153               | Max Jenkins (USA)       | 43e               |
| 154               | Shawn Milne (USA)       | 95e               |
| 155               | Taylor Sheldon (USA)    | HD-1              |
| 156               | James Stemper (USA)     | 50e               |
| 157               | Robert Sweeting (USA)   | 73e               |
| 158               | David Williams (USA)    | 85e               |